# Disputa a Jersey de 2021
La crisi de Jersey de 2021 és una disputa en curs en la qual participen el Regne Unit, Jersey i França. El conflicte va començar el 5 de maig de 2021, quan les tensions arran d'una disputa pesquera haguessin escalat amb l'ordre del govern britànic liderat per Boris Johnson d'enviar dues patrulleres de la Marina Reial britànica a Jersey. Prèviament, la ministra francesa del Mar, Annick Girardin, havia amenaçat amb tallar el subministrament elètric de Jersey, que depén exclusivament de França, com a mesura de pressió en la disputa pesquera. El 6 de maig, França va respondre a la postura britànica enviant dos patrullers a Jersey.